# Heinrich Cornelius Agrippa von Nettesheim
Heinrich Cornelius Agrippa von Nettesheim (lat. Henricus Cornelius Agrippa ab/de Nettesheym/Nettesheim) (Köln, 14. rujna 1486. – Grenoble, 18. veljače 1535.), njemački liječnik, filozof, diplomat, teolog, kabalist, okultist, astrolog i alkemičar. U svojim djelima žestoko je kritizirao skolastiku i crkvene dogme, zbog čega je proglašen heretikom, a knjige su mu zabranjene.

## Životopis
Potomak je drevne plemićke obitelji iz Nettesheima u današnjoj Belgiji. Rodio se u Kölnu gdje je 1499. godine diplomirao na sveučilištu. Smatra se da je vjerojatno tijekom studiranja razvio je interes za okultnu filozofiju.
Poslije studija, započeo je vojnu karijeru u službi njemačko-rimskog cara Maksimilijana I. Habsburga (1486. – 1519.), stekavši viteški naslov zbog zasluga u borbi.
Oko 1505. putovao je u Francusku gdje je neko vrijeme bio student Johanna von Tritheima, okultnog autora, kojeg je upoznao u Parizu oko 1507. godine i uz kojeg je Agrippa razvio interes za okultne znanosti i magiju čemu je posvetio veći dio života. U Parizu se, između ostalog bavio alkemijskim eksperimentima, a vjeruje se i da je tamo osnovao prvo od brojnih tajnih društava kakve je kasnije utemeljio širom Europe. Prema vlastitom svjedočenju, prvo djelo okultne prirode koje je studirao bio je "Ogledalo" (Speculum) Alberta Velikog.
Neko vrijeme proveo je i u Španjolskoj da bi 1509. godine predavao na sveučilištu Dole u Francuskoj gdje su ga redovnici denuncirali kao heretika zbog predavanja Reuchlinovog djela De Verbo Mirifico, zbog čega se vrato vojnoj karijeri i otputovao na diplomatsku misiju u Englesku. Nakon toga boravio je u Njemačkoj kod svog učitelja, opata Tritheima.
Do 1510. godine završio je prvu verziju svojeg najznačajnijeg djela De occulta philosophia, koji je otada tajno kružio u rukopisnom obliku, da bi bio objavljen tek dva desetljeća kasnije u bitno proširenom izdanju.
Tijekom boravka u Italiji 1511. – 1518. godine u službi cara, upoznao se s humanističkom kulturom koja je bila pod jakim utjecajem neoplatonističkih, hermetičkih i kabalističkih radova.
Godine 1518. vratio se na sjever Europe i nastanio se u Metzu, gdje je radio kao pravni savjetnik. Tu se nastavio baviti alkemijskim istraživanjima. Kasnije je otišao u Genovu (1521. – 1523.) pa u Fribourg (1523. – 1524.) gdje je radio kao liječnik.
Godine 1524. otišao je u Lyon kako bi prihvatio službu liječničkog pomoćnika Louise Savojske, majke francuskog kralja Franje I. (1515. – 1547.). U Francuskoj je ostao do 1528. godine, kada se odselio u Antwerpen, gdje mu je sljedeće godine preminula supruga. U Nizozemskoj je stekao naklonost regentkinje Margarete Austrijske koja ga je imenovala carskim arhivarom i povjesničarom. Kao povjesničar, napisao je nekoliko kraćih radova uključujući posvetu krunidbi Karla V. Habsburškog (1519. – 1556.) za rimsko-njemačkog cara (1530.) i govor povodom smrti Margarete Austrijske.
Godine 1532. ušao je u službu kod Hermanna von Wieda, nadbiskupa-izbornika Kolna, u čijoj je službi ostao dvije godine, nakon čega se odselio u Bonn.
Agrippa je bio oštar protivnik službene znanosti toga doba, što je izrazio u djelu "O ispraznosti i nesigurnosti znanosti i umjetnosti" iz 1530. U nekim momentima prelazi granicu dobroga ukusa, naime ruga se tadašnjim znanstvenim postignućima. Unatoč tome, i sam upada u proturječje, jer istodobno nastoji propagirati predodžbe o mističnoj strani prirode, drevnim hermetičkim znanjima i okultnome. To je osobito prisutno u njegovom djelu De occulta philosophia u kojoj na temelju istraživanja kabale, gnosticizma i hermetičkih spisa razvija teoriju o trima svjetovima i o "Duhu Svemira". Njegovo filozofsko naučavanje tipičan je primjer renesansne mistike.
Tijekom svoga lutalačkog života, putujući po Njemačkoj, Francuskoj i Italiji radio je kao liječnik, teolog i vojnik. Zbog vrlo širokog polja djelovanja smatra se polihistorom.

### Privatni život
Ženio se dvaput. Prva supruga, rodom iz Pavije, umrla je 1521. godine i s njom je imao jednog sina. S drugom ženom, rodom iz Genove, imao je troje djece, dvojicu sinova i jednu kći.

## AgrippinaOkultna filozofija
Prvotnu verziju svog kapitalnog djela Okultna filozofija u tri knjige (De occulta philosophia libri tres) napisao je još 1510. kada je imao dvadest i četiri godine. Otada je djelo kružilo u rukopisu, stekavši veliki ugled djelomice zahvaljujući tajanstvenosti kojom je bilo obavijeno. Rukopis je tiskan u proširenom izdanju tek 1533. godine.
To djelo predstavlja enciklopedijski pregled i egzegezu ezoterijske i osobito hermetičke misli u kojem je Agippa nastojao obuhvatiti sve ono što je u njegovo vrijeme bilo poznato o hermetizmu i magiji. Istodobno, ona je nezaobilazan priručnik renesansne magije i kabale, jer kombinira Ficinovu prirodnu magiju s Picovom kabalističkom magijom u prikladan sažetak koji je ostavio jak utjecaj na širenje renesansnog neoplatonizma s njegovom magijskom jezgrom.
Djelo se sastoji od tri knjige. U prvoj knjizi Agrippa obrazlaže ono što naziva Prirodnom Magijom i tu raspravlja o četiri elementa (zemlja, zrak, voda i vatra), te o divinaciji, o planetama i njihovim hermetičkim korespondentima. Druga knjiga bavi se Nebeskom Magijom koja uključuje gematriju, brojeve, kabalu, pentagrame, geomantijske oblike, anđeosko pismo, astrologiju, talismane, magijske kvadrate i planetarne pečate. Treća knjiga posvećena je Obrednoj ili Božanskoj Magiji koja obuhvaća platonizam, kabalistiku, zle duhove i demone, božanska imena i pečate duhova.

## Agrippa u legendi
Agrippa se dosta trudio stvoriti auru tajnovitosti oko sebe i svojeg djelovanja pa su o njemu, još za njegova života, kružile, razne fantastične priče.
Moglo ga se vidjeti u pratnji crnog psa za kojeg su praznovjerni ljudi vjerovali da je demon. Također, pronijele su se priče da je u krčmama plaćao novcem koji bi se, nakon njegova odlaska, pretvarao u bezvrijedne materijale. Navodno je posjedovao magičnu kuglu kojom je mogao vidjeti vremenski i prostorno udaljene događaje.
Iako se većina ovih priča, bez problema može razotkriti kao šarlatanstvo i prijevara, o čemu postoje dokazi, nedvojbeno je da je Agrippa ostavio traga u razvitku i sistematizaciji hermetičke misli ondašnjega vremena i doprinio daljnjem širenju okultističkih tradicija.  

## Zanimljivosti
- Izuzev tri knjige "Okultne filozofije", Agrippi se pripisuje autorstvo i nad četvrtom, tiskanom 1559. koja sadrži tekstove crne magije. Agrippin učenik i poznati demonolog Johann Weyer (1515. – 1565.) odbacuje navodno Agrippino autorstvo te knjige.
- U PC igri "Amnesia: The Dark Descent" (horor survival), on je još navodno bio živ a godina je bila 1839. Radio je kao savjetnik rada antagonista, misterioznog Alexandra Brennenburg

## Djela
- De incertitudine et vanitate scientiarum atque artium declamatio invectiva (O ispraznosti i nesigurnosti znanosti i umjetnosti), 1527.
- Declamatio de nobilitate et praecellentia foeminei sexus (Recitat o plemenitosti i odličnosti ženskog roda) 1529.
- De incertitudine et vanitate scientiarum atque artium declamatio invectiva (O ispraznosti i nesigurnosti znanosti i umjetnosti) (1530.)
- De occulta philosophia libri tres (Okultna filozofija I-III) (1531. – 1533.)